# Wim Bleijenberg
Wim Bleijenberg (Veenendaal, 5 de noviembre de 1930-10 de enero de 2016) fue un futbolista neerlandés que jugaba en la demarcación de delantero.

## Selección nacional
Jugó un total de tres partidos con la selección de fútbol de los Países Bajos. Debutó el 19 de abril de 1953 en un partido amistoso contra Bélgica que acabó con un resultado de 0-2 a favor del conjunto belga. Su segundo partido, también en calidad de amistoso lo disputó cinco meses después contra Noruega. Su tercer y último partido lo jugó el 30 de mayo de 1954 contra Suiza, encuentro que acabó con un marcador favorable a la selección suiza por 3-1.

## Clubes
| Club                | País         | Año       | Partidos | Goles |
| ------------------- | ------------ | --------- | -------- | ----- |
| FC Wageningen       | Países Bajos | 1951-1952 |          | 21    |
| VV Rigtersbleek     | Países Bajos | 1952-1956 |          |       |
| AFC Ajax            | Países Bajos | 1956-1960 | 79       | 46    |
| Blauw-Wit Amsterdam | Países Bajos | 1960-1961 | 28       | 17    |
| Go Ahead Eagles     | Países Bajos | 1961-1963 |          |       |
| AGOVV Apeldoorn     | Países Bajos | 1963-1966 |          | 38    |

## Palmarés

### Campeonatos nacionales
| Título         | Club                | País         | Año  |
| -------------- | ------------------- | ------------ | ---- |
| Eredivisie     | AFC Ajax            | Países Bajos | 1957 |
| Eredivisie     | AFC Ajax            | Países Bajos | 1958 |
| Eerste Divisie | Blauw-Wit Amsterdam | Países Bajos | 1961 |